# Ангер, Стю
Стюарт Эррол Ангер (англ.  Stuart Errol Ungar; 8 сентября 1953, Манхэттен, Нью-Йорк — 22 ноября 1998, Лас-Вегас) — американский игрок в покер и джин рамми, считающийся многими специалистами лучшим в истории игроком в этих играх. Член Зала славы покера с 2001 года.
Единственный покерист, трижды выигравший главный турнир Мировой серии покера в результате турнирной игры (три титула также у Джонни Мосса, но первый из них он получил в результате голосования игроков). Кроме этого, Ангер долгое время оставался единственным игроком, кому удалось выиграть главный турнир WSOP с первого раза (лишь только Крис Манимейкер в 2003 году смог повторить это достижение). Обладатель пяти браслетов WSOP.

## Карьера
В 1980 году Ангер принял участие в турнире WSOP, стремясь сыграть по большим ставкам. В 1997 году он сказал комментатору канала ESPN Гейбу Каплану, что это был первый раз, когда он играл в холдем. Ангер выиграл турнир, в финальном поединке обыграв легенду покера Дойла Брансона (5♠ 4♠ против Т♥ 7♠) и стал самым молодым победителем турнира (рекорд позже был побит Филом Хельмутом, Питером Истгейтом и Джозефом Када). Свой титул он защитил в 1981 году, обыграв Перри Грина (A♥ Д♥ против 10♣ 9♦).
В середине 1980-х годов у Стю начались проблемы с наркотиками. В 1990 году на третий день главного турнира WSOP он был найден в своём номере без сознания из-за передозировки. На тот момент он был чип-лидером турнира и запаса фишек ему хватило, чтобы занять в турнире 9 место и получить 20 500 долларов.
В 1997 году состоялось возвращение Ангера в большую игру, несмотря на проблемы со здоровьем. Его друг Билли Бакстер заплатил 10 000 долларов вступительного взноса на главный турнир WSOP. Зарегистрироваться для участия он успел буквально за секунды до старта турнира. Его физическое состояние было далеко от идеала, один раз он едва не уснул за столом и лишь получив внушение от своих друзей собрался для дальнейшей игры. Постепенно он захватил лидерство и сохранял его до финального стола. В финальной игре его соперником стал Джон Стржемп (A♥ 4♣ против A♠ 8♣).
Большую часть выигранных в 1997 году денег Ангер потратил на наркотики и ставки на спортивные состязания. В 1998 году Бакстер вновь оплатил Ангеру участие в главном турнире WSOP, но уже в первый день турнира Ангер заявил, что устал и не хочет играть.
22 ноября 1998 года Стю Ангер был найден мёртвым в комнате мотеля «Оазис» в Лас-Вегасе. Вскрытие показало наличие в организме следов наркотиков, но смерть наступила не от передозировки, а от болезни сердца, вызванной многолетним их употреблением.
В общей сложности на турнирах он выиграл 3 428 796 долларов призовых. Его биография легла в основу книги «One of a kind» и сценария фильма «High Roller: the Stu Ungar story» (в российском прокате шёл под названием «Игрок»). Стю Ангера в фильме сыграл Майкл Империоли.